# Протисутінкові промені

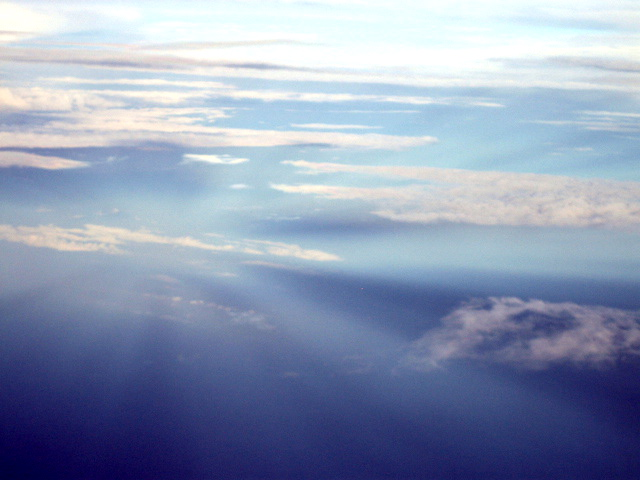
Протисутінкові промені, що сходяться до протисонячної точки. Фотографія зроблена з борту літака над Тихим океаном.

Протисутінкові промені (англ. Anticrepuscular rays) - псевдопарадоксальне явище - промені, що сходяться в одну точку, спостерігаються на кінець дня з боку, протилежного до сонця (тобто, на сході). Протисутінкові промені за своєю природою і візуально дуже подібні до сутінкових променів (англ. crepuscular rays), але їх видно з боку, протилежного до сонця.

## Опис
Сонячні промені поширюються по прямих лініях, однак внаслідок проєкцій цих ліній, на сферичній атмосфері Землі створюються дуги. Отже, прямолінійні сутінкові промені, які виходять від Сонця, можуть повторно сходитися в «протисонячній» точці.
Протисутінкові промені найкраще видно в моменти сходу і заходу сонця. Протисутінкові промені набагато менш яскраві, ніж сутінкові промені. Це пояснюється тим, що для сутінкових променів, які оглядаються на тій стороні неба, де присутня сонце, атмосферне світіння розсіюється і робить промені видимими під малими кутами (дивися. Розсіювання світла сферичною частинкою).
Хоча здається, ніби протисутінкові промені сходяться на точці позаду сонця, проте ця конвергенція (сходження) фактично є ілюзією. Насправді сонячні промені біля Землі паралельні один одному і явище їх віяльної розбіжності обумовлено перспективою. З боку Сонця це здається природним, оскільки візуально промені як би виходять від Сонця, а от з протилежного боку, хоча суть явища залишається тією ж самою, явище виглядає парадоксальним. Аналогічний ефект спостерігається при погляді уздовж залізничних рейок, якщо спостерігач розташований по центру між ними - візуально вони сходяться.